# 金章 (崇禎進士)
金章（？—？），號勉菴，福建延平府南平縣人，明末清初政治人物。同進士出身。

## 生平
崇禎三年（1630年）庚午科福建鄉試第六十五名舉人，崇禎七年（1634年），登甲戌科會試第十六名，廷試三甲第一百三名進士，大理寺觀政，本年十月授廣東博罗县知县，十年考察降调，十三年補广西合浦知县，十六年考察去職。

## 家族
曾祖金张，延平卫指挥同知；祖金钺，指挥同知；父金鼎臣，指挥同知，陞镇东守備。